# Michałki (cukierki)
Michałki – czekoladowe cukierki produkowane przez różne zakłady cukiernicze w Polsce. Cukierki mają prostopadłościenny kształt, wypełnione są orzechowo-kakaowym nadzieniem z niewielkimi, chrupiącymi fragmentami orzeszków ziemnych; po wierzchu oblane są czekoladą.

## Opis
Przed 1989 Michałki produkowane były w wielu zakładach w Polsce, m.in. od 1965 w przedsiębiorstwie Hanka w Siemianowicach Śląskich, a od 1967 w Śnieżce. W 1968 druga z fabryk produkowała przeszło 400 ton cukierków rocznie. Przedsiębiorstwa sprzedawały cukierki głównie w swoich regionach.
Nazwa cukierków wywodzi się od zdrobniałej formy imienia Michał. Jej pochodzenie nie jest jednoznacznie wyjaśnione, wedle jednej z wersji miały zostać nazwane na cześć Michała Tabaki, syna ówczesnego dyrektora zakładów Hanka. Inna wersja podawana przez Śnieżkę łączy powstanie nazwy z młodym mężczyzną o tym imieniu, który miał zakochać się w Janinie Sajkiewicz-Miodek, późniejszej stryjence prof. Jana Miodka i głównej technolog zakładów. Jakkolwiek było, marka cukierków weszła do języka potocznego na określenie całego rodzaju podobnych wyrobów cukierniczych, wobec czego często pisana jest małą literą.
Zjednoczenie Przemysłu Cukierniczego, do którego w PRL należały wszystkie państwowe przedsiębiorstwa z tego sektora, nie zarejestrowało nazwy cukierków jako znaku towarowego. W 1991 znak towarowy „Michałki” zarejestrowała Śnieżka.
W marcu 2005 za sprawą konfliktu o prawa do marki pomiędzy spółką Michałek a innymi producentami, policja zabezpieczyła dokumentację i wiele ton gotowych cukierków w kilkunastu zakładach w Polsce, m.in. w lubelskiej Solidarności (Złote Michałki), brzeskiej Odrze (Michałki Piastowskie) i krakowskim Wawelu (Michałki Zamkowe). W owym czasie podobne cukierki produkowały także należące do koncernu Fazer zakłady Cloetta w Gdańsku i krakowska firma Tutti. Produkcję wznowiono po kilku dniach.
W 2015 Hanka wystąpiła do Urzędu Patentowego RP o unieważnienie przyznanego Śnieżce prawa do używania znaku towarowego „Michałki”, co w 2024 potwierdził prawomocnym wyrokiem Naczelny Sąd Administracyjny, oddalając skargę kasacyjną na orzeczenie Wojewódzkiego Sąd Administracyjnego w Warszawie, który podtrzymał decyzję Urzędu Patentowego z 2019 o unieważnieniu prawa do znaku towarowego.
W 2024 cukierki były produkowane przed dwa przedsiębiorstwa, Śnieżkę i Wawel. Na rynku były również dostępne cukierki o podobnych nazwach, takich jak Michaszki czy cukierki Michaś.

## Galeria

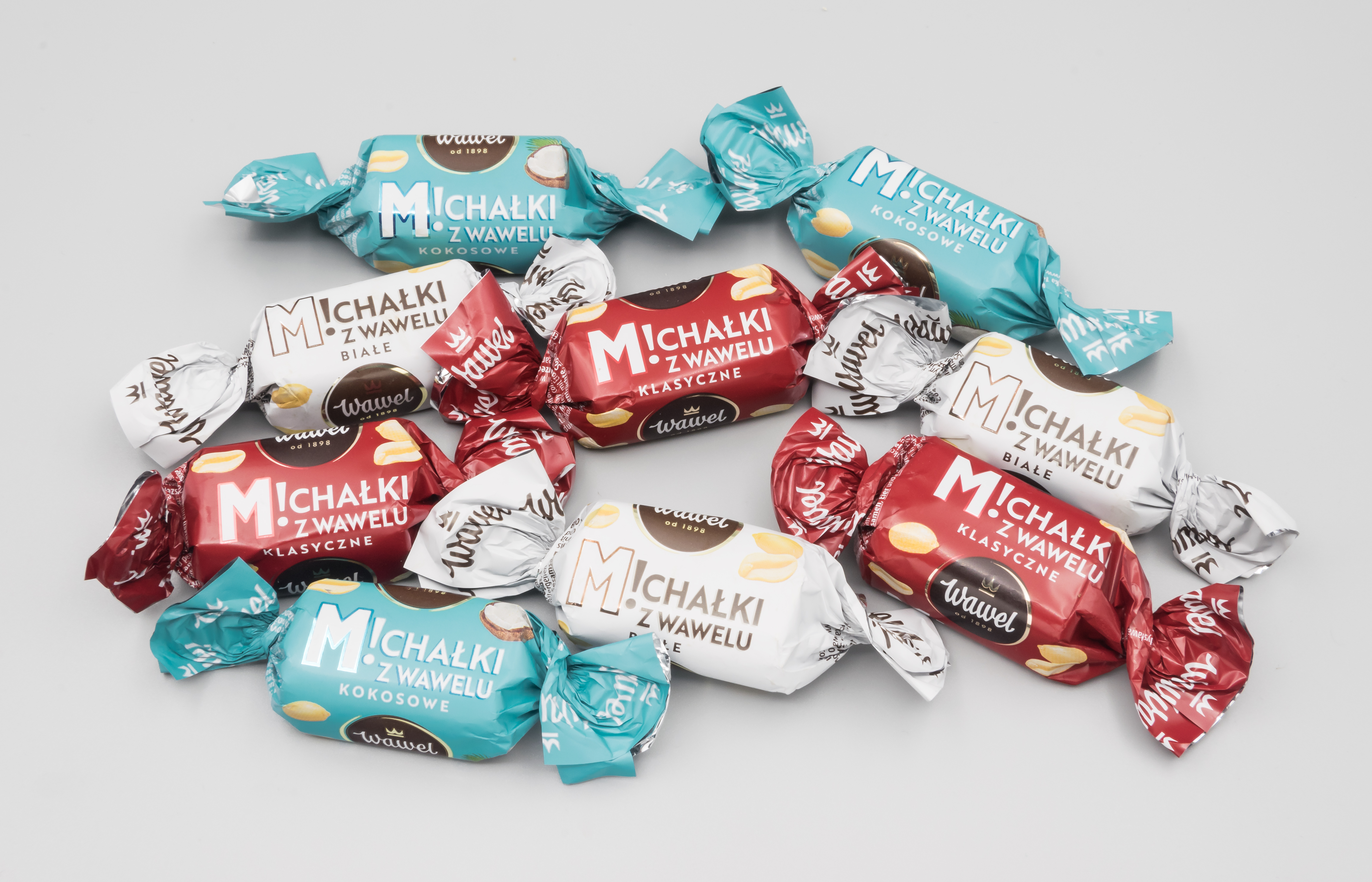
Różne rodzaje Michałków produkowanych przez Wawel
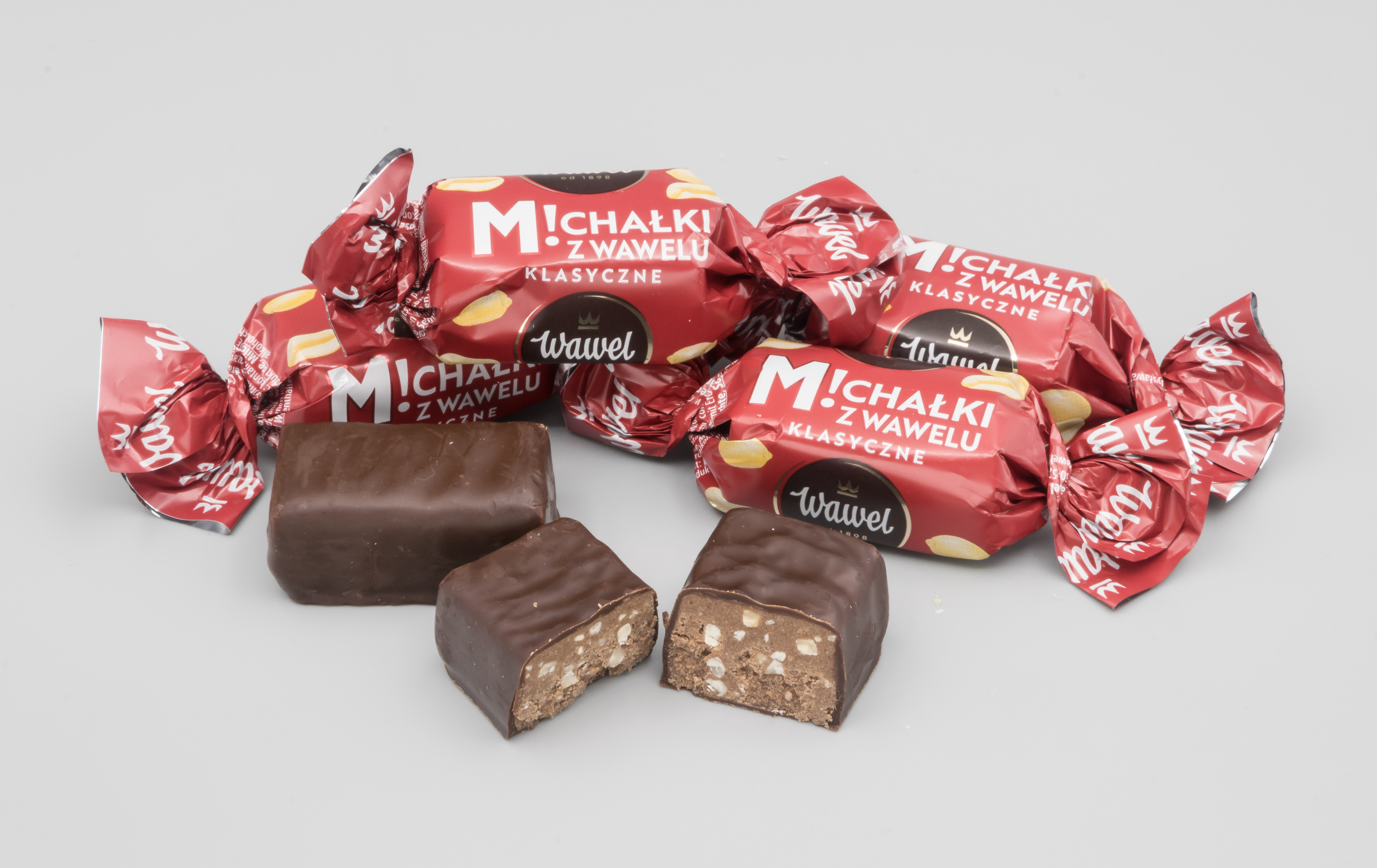
Michałki z Wawelu klasyczne
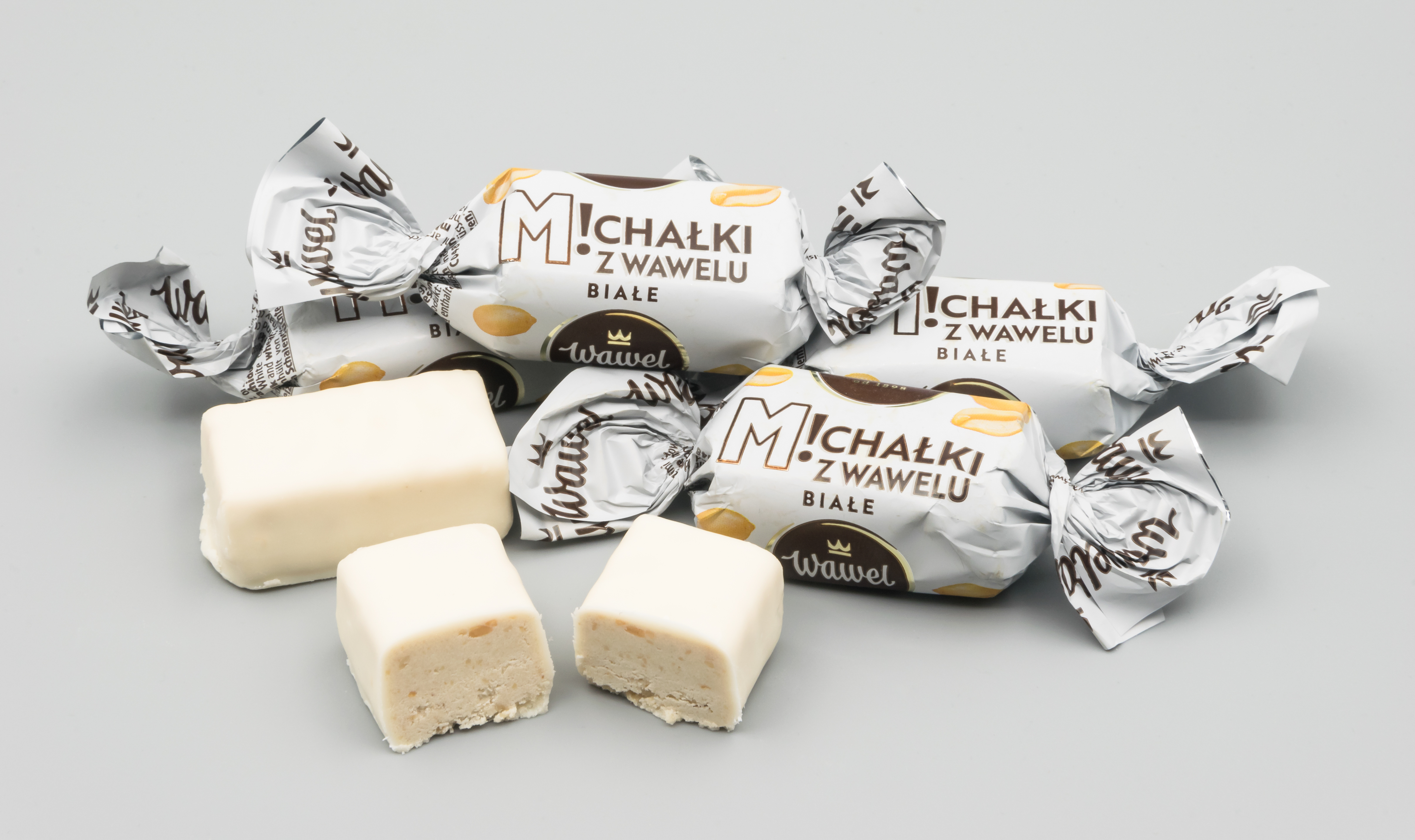
Michałki z Wawelu białe
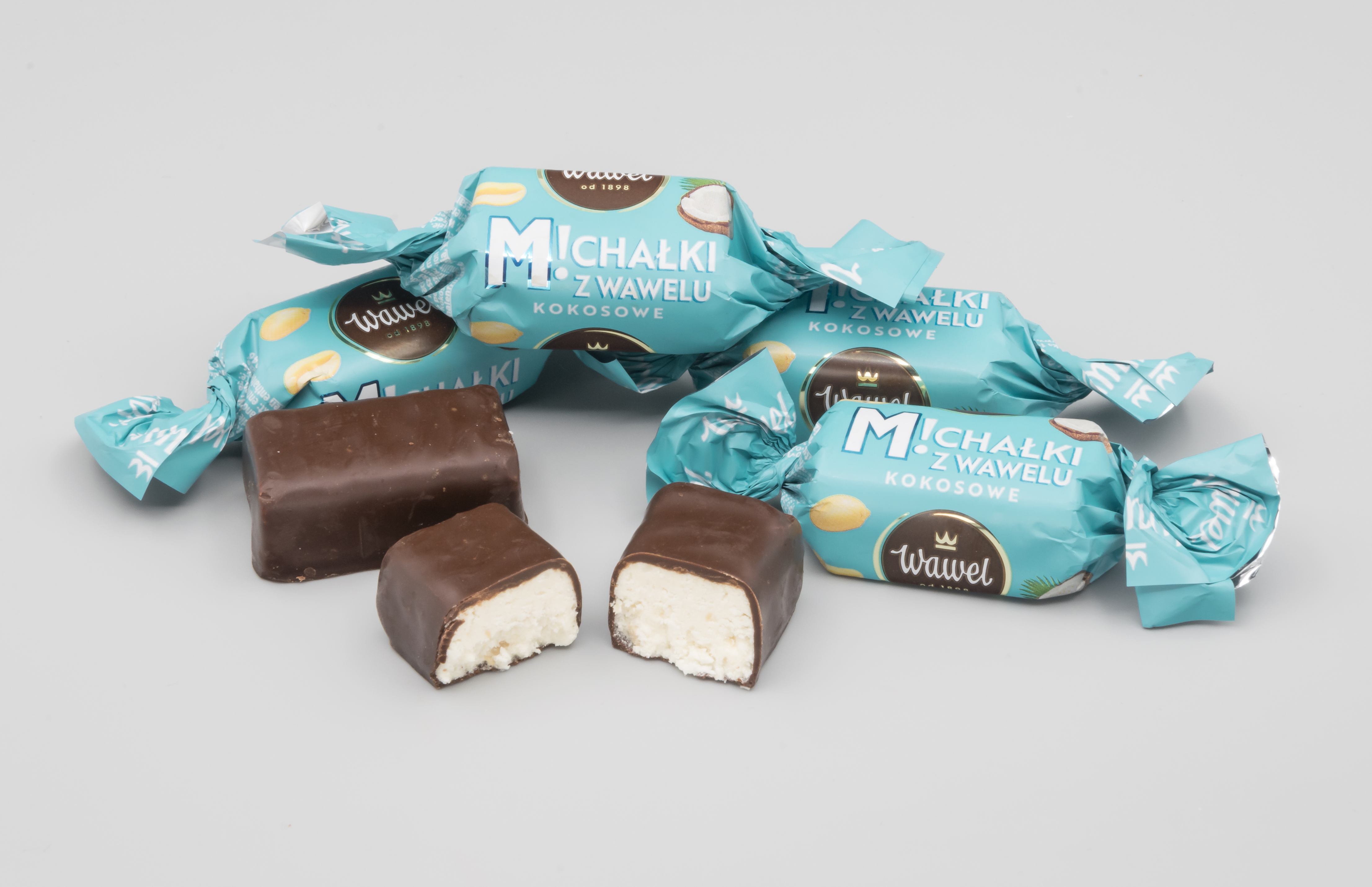
Michałki z Wawelu kokosowe
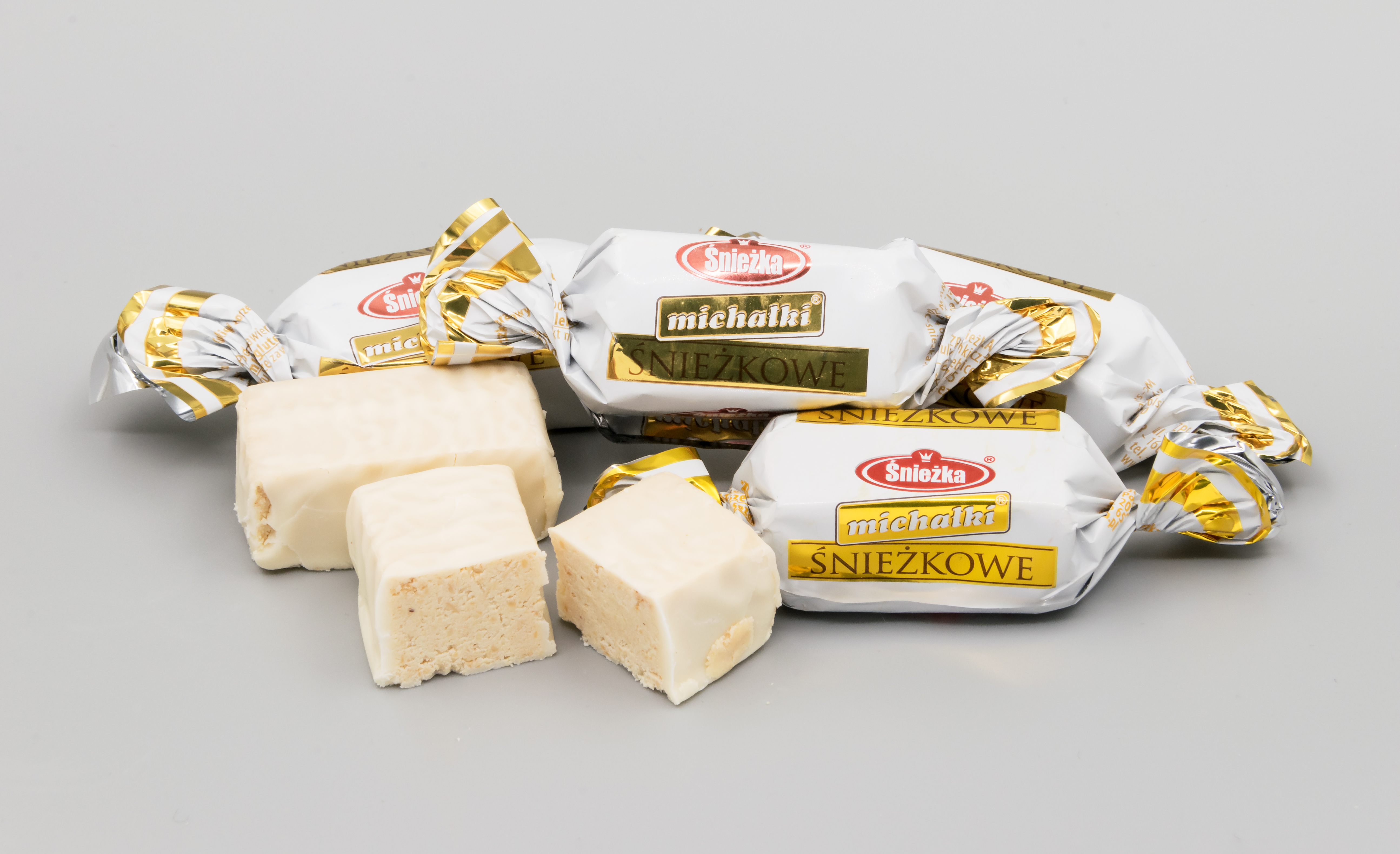
Michałki Śnieżkowe z ZPC Śnieżka